# Декстер (Міссурі)
Декстер (англ. Dexter) — місто (англ. city) в США, в окрузі Стоддард штату Міссурі. Населення — 7927 осіб (2020).

## Географія
Декстер розташований за координатами 36°47′34″ пн. ш. 89°57′47″ зх. д. / 36.79278° пн. ш. 89.96306° зх. д. (36.792821, -89.962969).  За даними Бюро перепису населення США в 2010 році місто мало площу 17,21 км², з яких 16,88 км² — суходіл та 0,33 км² — водойми.

### Клімат
| Клімат : Декстер      | Клімат : Декстер | Клімат : Декстер | Клімат : Декстер | Клімат : Декстер | Клімат : Декстер | Клімат : Декстер | Клімат : Декстер | Клімат : Декстер | Клімат : Декстер | Клімат : Декстер | Клімат : Декстер | Клімат : Декстер | Клімат : Декстер |
| Показник              | Січ.             | Лют.             | Бер.             | Квіт.            | Трав.            | Черв.            | Лип.             | Серп.            | Вер.             | Жовт.            | Лист.            | Груд.            | Рік              |
| Середній максимум, °C | 6,1              | 10,0             | 15,6             | 21,7             | 26,7             | 31,7             | 33,3             | 32,2             | 28,3             | 22,8             | 14,4             | 8,3              | 21,0             |
| Середній мінімум, °C  | −3,3             | −0,6             | 3,9              | 8,9              | 14,4             | 18,9             | 21,1             | 20,0             | 15,6             | 9,4              | 3,9              | −1,1             | 9,3              |
| Норма опадів, мм      | 88               | 92               | 124              | 108              | 123              | 107              | 97               | 82               | 78               | 78               | 116              | 123              | 1217             |
| --------------------- | ---------------- | ---------------- | ---------------- | ---------------- | ---------------- | ---------------- | ---------------- | ---------------- | ---------------- | ---------------- | ---------------- | ---------------- | ---------------- |
| Джерело:              |                  |                  |                  |                  |                  |                  |                  |                  |                  |                  |                  |                  |                  |

## Демографія
Згідно з переписом 2010 року, у місті мешкали 7864 особи в 3359 домогосподарствах у складі 2108 родин. Густота населення становила 457 осіб/км².  Було 3666 помешкань (213/км²).
Расовий склад населення:
| - 97,1 % — білих - 0,5 % — корінних американців - 0,5 % — чорних або афроамериканців - 0,2 % — азіатів |

До двох чи більше рас належало 1,4 %. Частка іспаномовних становила 1,9 % від усіх жителів.
За віковим діапазоном населення розподілялося таким чином: 22,9 % — особи молодші 18 років, 57,3 % — особи у віці 18—64 років, 19,8 % — особи у віці 65 років та старші. Медіана віку мешканця становила 40,5 року. На 100 осіб жіночої статі у місті припадало 83,9 чоловіків;  на 100 жінок у віці від 18 років та старших — 80,7 чоловіків також старших 18 років.
Середній дохід на одне домашнє господарство  становив 44 710 доларів США (медіана — 32 666), а середній дохід на одну сім'ю — 56 760 доларів (медіана — 46 548). Медіана доходів становила 38 807 доларів для чоловіків та 27 831 долар для жінок. За межею бідності перебувало 20,0 % осіб, у тому числі 20,5 % дітей у віці до 18 років та 11,7 % осіб у віці 65 років та старших.
Цивільне працевлаштоване населення становило 3447 осіб. Основні галузі зайнятості: освіта, охорона здоров'я та соціальна допомога — 26,1 %, виробництво — 19,9 %, роздрібна торгівля — 14,0 %.